# Passiflora lutea
Passiflora lutea es una especie de planta en la familia Passifloraceae. Es nativa de América del Norte. 

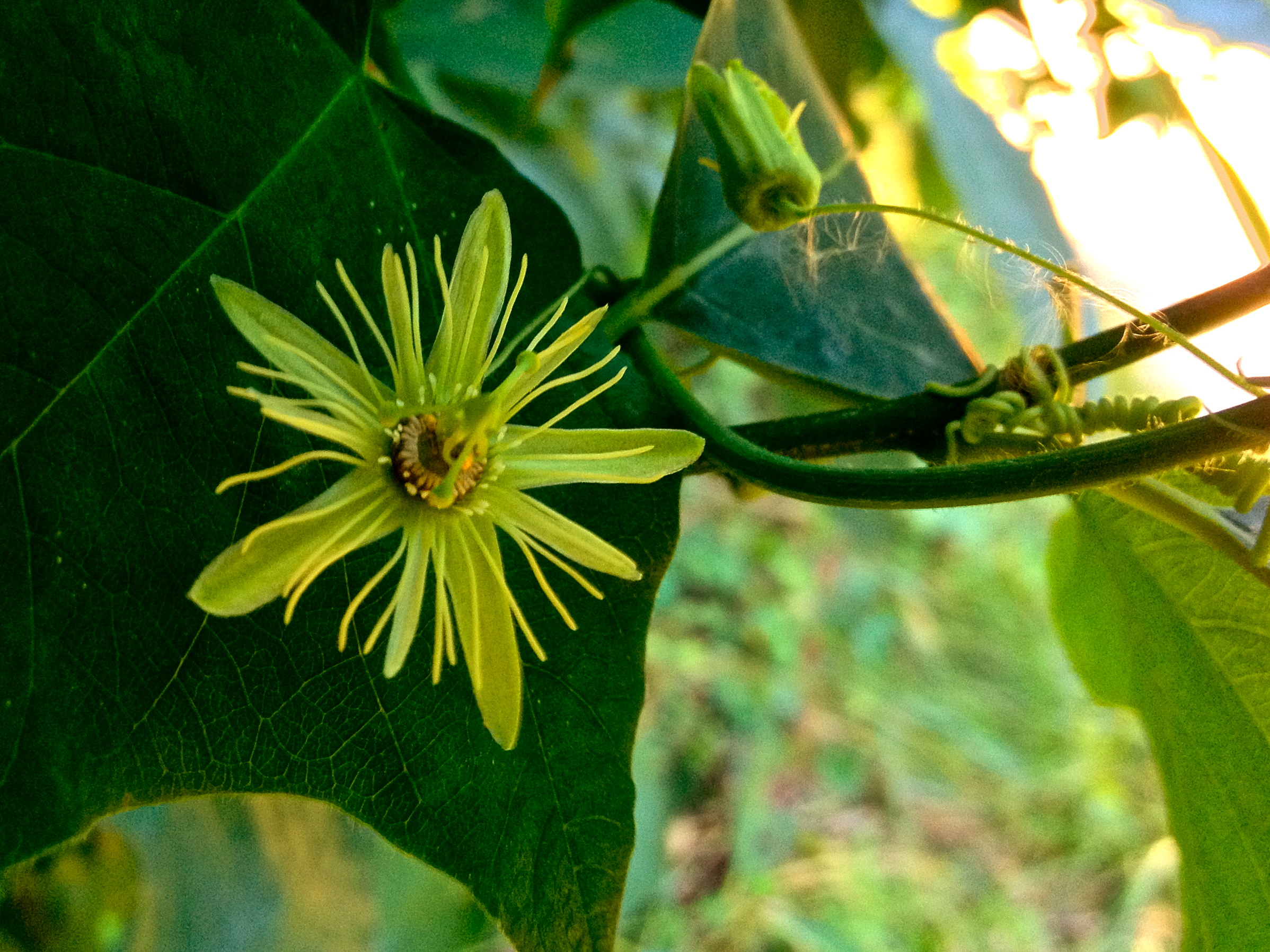
Vista de la flor.

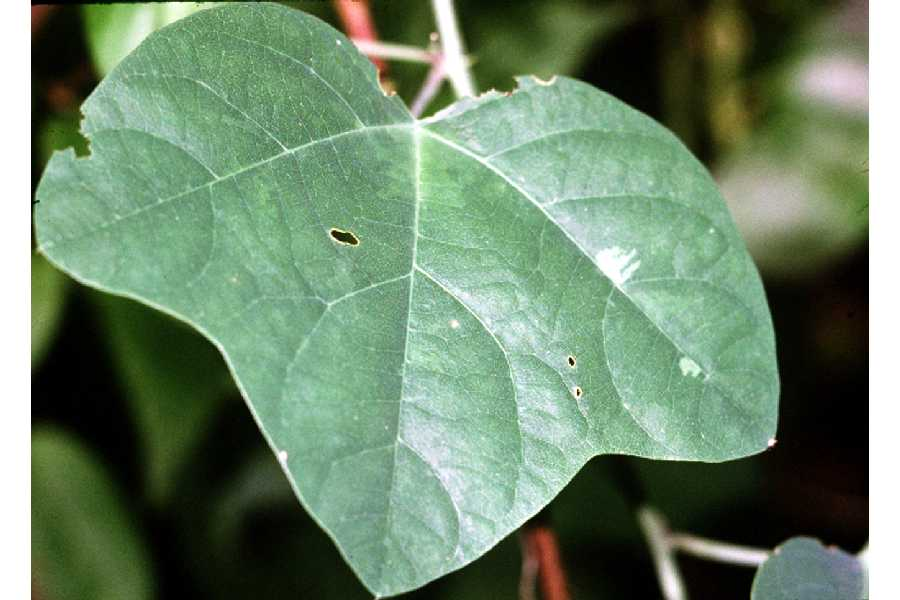
Hoja.

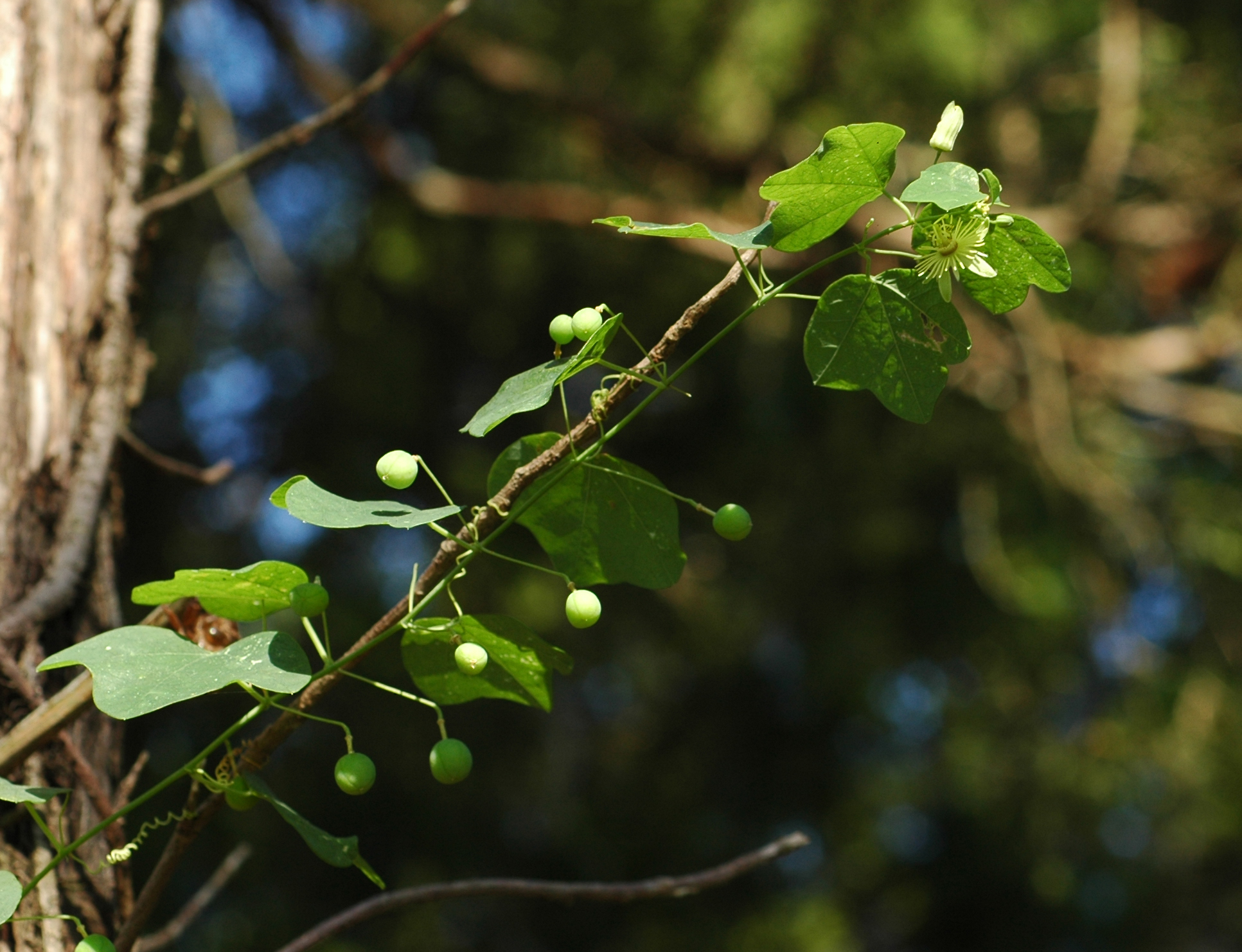
Frutos.

Está listada como una especie en peligro de extinción en el estado de Pensilvania.

## Descripción
Es una planta perenne herbácea trepadora que puede alcanzar los 3-5 m de longitud. Las hojas son trilobadas, de 3-7 cm de largo y 3-15 cm de ancho, con un peciolo de 5 cm; en el norte de su área de distribución, es de hoja caduca . El nombre común, así como el nombre científico se refiere a la pequeña flor, de 1-1,5 cm de diámetro (amarillo-verde) o blanquecina que se produce en verano. Las flores son seguidas por pequeñas bayas negras que contienen semillas que son de color marrón. P. lutea crece desde la sombra a lugares soleados con humedad y suelo rico. Muy similar a Passiflora suberosa.
Passiflora lutea es a menudo apropiada para jardines de mariposas. También es la única fuente de polen utilizada por un especialista inusual, la abeja, Anthemurgus passiflorae, que es el único miembro de su género; esta rara abeja es inusual, ya que a pesar de su relación obligada con la planta ( oligoléctico ), no la poliniza.

## Ecología
Esta planta sirve de alimento a las larvas de las mariposas Heliconius charithonia, Dryas julia y Agraulis.

## Taxonomía
Passiflora lutea fue descrita por Carlos Linneo y publicado en Species Plantarum 2: 958. 1753.
Etimología
Ver: Passiflora
lutea: epíteto latíno que significa "de color amarillo"
Sinonimia
- Passiflora lutea var. lutea	[3]